# Œuvres pré-posthumes

Les Œuvres pré-posthumes (titre original: Nachlaß zu Lebzeiten, « Œuvres posthumes de mon vivant ») sont un recueil  qui regroupe des textes — proses et nouvelles — que l'écrivain et essayiste autrichien Robert Musil (1880-1942) a publiés dans divers journaux et revues, entre 1920 et 1929. L'ouvrage parut en 1935 aux éditions Humanitas, à Zürich. 

## Titre
Musil justifie ainsi le choix d'un titre aussi paradoxal : « Il arrive que l'inédit laissé par un écrivain soit une aubaine pour ses lecteurs ; mais le plus souvent, les œuvres posthumes évoquent de façon suspecte les liquidations et les soldes. J'ai [donc] décidé d'empêcher la publication des miennes avant d'en arriver au point où je ne pourrai plus le faire. Et le moyen le plus sûr d'y parvenir est de la transmettre de son vivant (…). » Selon Philippe Jaccottet, traducteur de Musil en français, ce titre s'explique par les circonstances difficiles dans lesquelles vit Musil: en 1933, comme son œuvre est interdite en Allemagne, il a dû revenir à Vienne, et il se sent coupé du monde, à peine encore vivant.

## Publication
Le livre est publié pour la première fois en décembre 1935, aux éditions Humanitas à Zurich. En octobre 1938, les Œuvres pré-posthumes sont mises à l'Index par les autorités autrichiennes et allemandes.

## Composition
Le recueil réunit vingt-neuf textes regroupés en quatre parties. Parmi eux, on peut mentionner les nouvelles qui ont pour titre « Le papier tue-mouche », « Un cheval peut-il rire ? », « Œdipe menacé », « Une histoire en trois siècles ». L'ouvrage reprend les textes non pas de manière chronologique mais thématique, et l'auteur les regroupe en trois parties :
I. Images
II. Considérations désobligeantes
III. Des Histoires qui n'en sont pas
À ces parties vient s'ajouter, comme une dernière partie (avec le numéro IV), « Le merle » (die Amsel),  « récit admirable » qui vient clore ce « modeste » ouvrage. 
Ces nouvelles se centrent en particulier autour d'événements vécus, comme l'épisode où Musil faillit mourir, le 22 septembre 1915, repris dans Le Merle. Ces textes constituent, dans l'esthétique littéraire de Robert Musil, une recherche de style qui culminera dans son œuvre maîtresse, L'Homme sans qualités.